# Аделиза де Данстанвиль
Аделиза де Данстанвиль (англ. Adeliza de Dunstanville; ум. ок. 1210) — английская аристократка, дочь Алана I де Данстанвиля, жена юстициария Томаса Бассета. Также в некоторых источниках упоминается с именем Алиса.

## Происхождение
Аделиза происходила из англонормандского рода Данстанвилей, имевшего владения в Уилтшире, Шропшире, Сассексе, Корнуолле и Оксфордшире. Их предки жили в Нормандии, вероятно, в Денестанвиле в современном французском департаменте Приморская Сена. Данстанвили перебрались в Англию после Нормандского завоевания, вероятно, в 1090-е годы, когда упоминаются Уолтер де Данстанвиль, его брат Роберт и сын Адам. Этот род был среднего достатка, его представители не поднимались выше статуса рыцаря. При этом благодаря удачным бракам и королевскому патронату им удалось распространить своё влияние по всей южной Англии и Валлийским маркам.
Данстанвили были связаны с Арнульфом де Монтгомери. Вероятно именно от Монтгомери предоставил им земли в Сассексе и Шропшире. Данстанвили, вероятно, находились в родстве с Реджинальдом Данстанвильским, графом Корнуоллом, незаконнорожденным сыном короля Генриха I Боклерка. Хотя степень их родства в источниках не освещается, но ряд представителей рода входил в его окружение. Благодаря этим отношениям Данстанвили во время гражданской войны в Англии были сторонниками императрицы Матильды. Алан I де Данстанвиль, отец Аделизы, упоминается в 1141 году, когда он был свидетелем одной из хартий императрицы Матильды, его же брат Роберт (ум. ок. 1166) в середине 1150-х он владел манором Хейтсбери в Уилтшире, приносившим доход в 40 фунтов в год, а примерно с 1160 года — манором Колитон в Девоне с доходом в 20 фунтов в год. После его смерти владения унаследовали дети Алана.

## Биография
Точный год рождения Аделизы неизвестен. Благодаря связям её родственников с королевской семьёй она была выдана замуж за Томаса Бассета, верного королевского служащего, который занимал при королевском дворе разные административные и судебные посты. В 1163—1181 годах он был одним из баронов казначейства, а также был одним из королевских юстициариев, который проводил выездные сессии королевского суда на юге и западе Англии. В этом браке родилось 3 сына и дочь. Томас умер около 1182 года.
Аделиза надолго пережила своего мужа. Её сыновья, как и их отец, служили королям Англии. Двое младших сыновей, Томас и Алан благодаря своей службе получили от Ричарда I Львиное Сердце и Иоанна Безземельного собственные владения. Старший же сын, Гилберт, унаследовал отцовские владения. После смерти в 1195 году Уолтера I де Данстанвиля, брата Аделизы, его наследник, Уолтер II был ещё мал. В результате двое сыновей Аделизы, Гилберт и Томас, попытались этим воспользоваться и захватить часть земель.
Аделиза умерла около 1210 года или чуть позже.

## Брак и дети
Муж: Томас Бассет (I) (ум. ок. 1182), английский землевладелец, шериф Оксфордшира в 1163—1164 годах, барон казначейства в 1169—1181 годах, юстициарий Южной и Западной Англии в 1175 и 1179—1181 годах. Дети:
Дети:
- Гилберт Бассет (I) (ум. ок. 1205), владелец Уоллингфорда с 1182[9][6].
- Томас Бассет (II) (ум. 1220), феодальный барон Хедингтона в Оксфордшире[9][6].
- Алан Бассет из Уикомба (ум. 1231), феодальный барон Уикомба[9][6].
- Изабелла Бассет; 1-й муж: Альберт III де Гресли (ум. 1180), феодальный барон Манчестера; 2-й муж: Ги де Краон[9][6].